# 12.ª etapa de la Vuelta a España 2024
La 12.ª etapa de la Vuelta a España 2024 tuvo lugar el 29 de agosto de 2024 y consistió en una etapa de media montaña con inicio en el municipio de Orense y final en la estación de esquí de Cabeza de Manzaneda sobre un recorrido de 137,5 km. Esta fue ganada por el español Pablo Castrillo del Equipo Kern Pharma, el australiano Ben O'Connor del Decathlon AG2R La Mondiale Team consiguió mantener el liderato.

## Clasificación de la etapa[2]
| Orense - Cabeza de Manzaneda | etapa escarpada | (137,5 km) |

| \| Clasificación de la etapa \| Clasificación de la etapa \| Clasificación de la etapa \| Clasificación de la etapa \| Clasificación de la etapa \| \| Ciclista \| Ciclista \| Equipo \| Tiempo \| \| \| ------------------------- \| ---------------------------- \| ------------------------- \| ------------------------- \| ------------------------- \| \| 1.º \| Pablo Castrillo \| Equipo Kern Pharma \| 3 h 36 min 12 s \| \| \| 2.º \| Max Poole \| Team dsm-firmenich PostNL \| + 8 s \| \| \| 3.º \| Marc Soler \| UAE Team Emirates \| + 16 s \| \| \| 4.º \| Mauro Schmid \| Team Jayco AlUla \| + 23 s \| \| \| 5.º \| Jhonatan Narváez \| Ineos Grenadiers \| + 34 s \| \| \| 6.º \| Mauri Vansevenant \| Soudal Quick-Step \| + 40 s \| \| \| 7.º \| Harold Tejada \| Astana Qazaqstan Team \| + 49 s \| \| \| 8.º \| Carlos Verona \| Lidl-Trek \| + 1 min 03 s \| \| \| 9.º \| Louis Meintjes \| Intermarché-Wanty \| + 1 min 14 s \| \| \| 10.º \| Óscar Rodríguez Garaicoechea \| Ineos Grenadiers \| + 1 min 52 s \| \| |                              |                           |                 |
| |                              |                           |                 |
| Fuente: ProCyclingStats |                              |                           |                 |
| Clasificación de la etapa |                              |                           |                 |
| Ciclista | Ciclista                     | Equipo                    | Tiempo          |
| 1.º | Pablo Castrillo              | Equipo Kern Pharma        | 3 h 36 min 12 s |
| 2.º | Max Poole                    | Team dsm-firmenich PostNL | + 8 s           |
| 3.º | Marc Soler                   | UAE Team Emirates         | + 16 s          |
| 4.º | Mauro Schmid                 | Team Jayco AlUla          | + 23 s          |
| 5.º | Jhonatan Narváez             | Ineos Grenadiers          | + 34 s          |
| 6.º | Mauri Vansevenant            | Soudal Quick-Step         | + 40 s          |
| 7.º | Harold Tejada                | Astana Qazaqstan Team     | + 49 s          |
| 8.º | Carlos Verona                | Lidl-Trek                 | + 1 min 03 s    |
| 9.º | Louis Meintjes               | Intermarché-Wanty         | + 1 min 14 s    |
| 10.º | Óscar Rodríguez Garaicoechea | Ineos Grenadiers          | + 1 min 52 s    |

## Clasificaciones al final de la etapa

### Clasificación general[3]
| \| Clasificación general \| Clasificación general \| Clasificación general \| Clasificación general \| Clasificación general \| \| Ciclista \| Ciclista \| Equipo \| Tiempo \| \| \| --------------------- \| --------------------- \| -------------------------- \| --------------------- \| --------------------- \| \| 1.º \| Ben O'Connor \| Decathlon-AG2R La Mondiale \| 47 h 37 min 35 s \| \| \| 2.º \| Primož Roglič \| Red Bull-Bora-Hansgrohe \| + 3 min 16 s \| \| \| 3.º \| Enric Mas \| Movistar Team \| + 3 min 58 s \| \| \| 4.º \| Richard Carapaz \| EF Education-EasyPost \| + 4 min 10 s \| \| \| 5.º \| Mikel Landa \| Soudal Quick-Step \| + 4 min 40 s \| \| \| 6.º \| Carlos Rodríguez \| Ineos Grenadiers \| + 5 min 23 s \| \| \| 7.º \| Florian Lipowitz \| Red Bull-Bora-Hansgrohe \| + 5 min 29 s \| \| \| 8.º \| Adam Yates \| UAE Team Emirates \| + 5 min 30 s \| \| \| 9.º \| Felix Gall \| Decathlon-AG2R La Mondiale \| + 5 min 30 s \| \| \| 10.º \| George Bennett \| Israel-Premier Tech \| + 5 min 46 s \| \| |                  |                            |                  |
| |                  |                            |                  |
| Fuente: ProCyclingStats |                  |                            |                  |
| Clasificación general |                  |                            |                  |
| Ciclista | Ciclista         | Equipo                     | Tiempo           |
| 1.º | Ben O'Connor     | Decathlon-AG2R La Mondiale | 47 h 37 min 35 s |
| 2.º | Primož Roglič    | Red Bull-Bora-Hansgrohe    | + 3 min 16 s     |
| 3.º | Enric Mas        | Movistar Team              | + 3 min 58 s     |
| 4.º | Richard Carapaz  | EF Education-EasyPost      | + 4 min 10 s     |
| 5.º | Mikel Landa      | Soudal Quick-Step          | + 4 min 40 s     |
| 6.º | Carlos Rodríguez | Ineos Grenadiers           | + 5 min 23 s     |
| 7.º | Florian Lipowitz | Red Bull-Bora-Hansgrohe    | + 5 min 29 s     |
| 8.º | Adam Yates       | UAE Team Emirates          | + 5 min 30 s     |
| 9.º | Felix Gall       | Decathlon-AG2R La Mondiale | + 5 min 30 s     |
| 10.º | George Bennett   | Israel-Premier Tech        | + 5 min 46 s     |

### Clasificación por puntos[4]
| Clasificación por puntos | Clasificación por puntos | Clasificación por puntos   | Clasificación por puntos | Clasificación por puntos |
| Ciclista                 | Ciclista                 | Equipo                     | Puntos                   |                          |
| ------------------------ | ------------------------ | -------------------------- | ------------------------ | ------------------------ |
| 1.º                      | Wout van Aert            | Team Visma \| Lease a Bike | 243 pts                  |                          |
| 2.º                      | Kaden Groves             | Alpecin-Deceuninck         | 162 pts                  |                          |
| 3.º                      | Pavel Bittner            | Team dsm-firmenich PostNL  | 81 pts                   |                          |
| 4.º                      | Harold Tejada            | Astana Qazaqstan Team      | 80 pts                   |                          |
| 5.º                      | Pablo Castrillo          | Equipo Kern Pharma         | 73 pts                   |                          |
| 6.º                      | Ben O'Connor             | Decathlon-AG2R La Mondiale | 68 pts                   |                          |
| 7.º                      | Primož Roglič            | Red Bull-Bora-Hansgrohe    | 66 pts                   |                          |
| 8.º                      | Stefan Küng              | Groupama-FDJ               | 59 pts                   |                          |
| 9.º                      | Jhonatan Narváez         | Ineos Grenadiers           | 57 pts                   |                          |
| 10.º                     | Mathias Vacek            | Lidl-Trek                  | 57 pts                   |                          |

### Clasificación de la montaña[5]
| Clasificación de la montaña | Clasificación de la montaña | Clasificación de la montaña | Clasificación de la montaña | Clasificación de la montaña |
| Ciclista                    | Ciclista                    | Equipo                      | Puntos                      |                             |
| --------------------------- | --------------------------- | --------------------------- | --------------------------- | --------------------------- |
| 1.º                         | Adam Yates                  | UAE Team Emirates           | 22 pts                      |                             |
| 2.º                         | Wout van Aert               | Team Visma \| Lease a Bike  | 22 pts                      |                             |
| 3.º                         | Primož Roglič               | Red Bull-Bora-Hansgrohe     | 18 pts                      |                             |
| 4.º                         | David Gaudu                 | Groupama-FDJ                | 18 pts                      |                             |
| 5.º                         | Jay Vine                    | UAE Team Emirates           | 17 pts                      |                             |
| 6.º                         | Sylvain Moniquet            | Lotto Dstny                 | 16 pts                      |                             |
| 7.º                         | Marc Soler                  | UAE Team Emirates           | 16 pts                      |                             |
| 8.º                         | Marco Frigo                 | Israel-Premier Tech         | 14 pts                      |                             |
| 9.º                         | Pablo Castrillo             | Equipo Kern Pharma          | 13 pts                      |                             |
| 10.º                        | Filippo Zana                | Team Jayco AlUla            | 11 pts                      |                             |

### Clasificación de los jóvenes[6]
| Clasificación del mejor joven | Clasificación del mejor joven | Clasificación del mejor joven | Clasificación del mejor joven | Clasificación del mejor joven |
| Ciclista                      | Ciclista                      | Equipo                        | Tiempo                        |                               |
| ----------------------------- | ----------------------------- | ----------------------------- | ----------------------------- | ----------------------------- |
| 1.º                           | Carlos Rodríguez              | Ineos Grenadiers              | 47 h 42 min 58 s              |                               |
| 2.º                           | Florian Lipowitz              | Red Bull-Bora-Hansgrohe       | + 6 s                         |                               |
| 3.º                           | Mattias Skjelmose             | Lidl-Trek                     | + 1 min 18 s                  |                               |
| 4.º                           | Matthew Riccitello            | Israel-Premier Tech           | + 33 min 19 s                 |                               |
| 5.º                           | Max Poole                     | Team dsm-firmenich PostNL     | + 35 min 17 s                 |                               |
| 6.º                           | Isaac Del Toro                | UAE Team Emirates             | + 40 min 32 s                 |                               |
| 7.º                           | Mauri Vansevenant             | Soudal Quick-Step             | + 42 min 08 s                 |                               |
| 8.º                           | Giovanni Aleotti              | Red Bull-Bora-Hansgrohe       | + 53 min 30 s                 |                               |
| 9.º                           | Cian Uijtdebroeks             | Team Visma \| Lease a Bike    | + 1 h 01 min 28 s             |                               |
| 10.º                          | Valentin Paret-Peintre        | Decathlon-AG2R La Mondiale    | + 1 h 02 min 16 s             |                               |

### Clasificación por equipos[7]
| Clasificación por equipos | Clasificación por equipos  | Clasificación por equipos | Clasificación por equipos |
| Equipo                    | Equipo                     | Tiempo                    |                           |
| ------------------------- | -------------------------- | ------------------------- | ------------------------- |
| 1.º                       | UAE Team Emirates          | 142 h 53 min 04 s         |                           |
| 2.º                       | Red Bull-Bora-Hansgrohe    | + 19 min 24 s             |                           |
| 3.º                       | Decathlon-AG2R La Mondiale | + 20 min 24 s             |                           |
| 4.º                       | Groupama-FDJ               | + 38 min 24 s             |                           |
| 5.º                       | Ineos Grenadiers           | + 41 min 46 s             |                           |
| 6.º                       | Team Visma \| Lease a Bike | + 52 min 09 s             |                           |
| 7.º                       | Israel-Premier Tech        | + 55 min 42 s             |                           |
| 8.º                       | Lidl-Trek                  | + 58 min 10 s             |                           |
| 9.º                       | Soudal Quick-Step          | + 1 h 00 min 19 s         |                           |
| 10.º                      | Movistar Team              | + 1 h 13 min 23 s         |                           |

## Abandonos
- Lennert Van Eetvelt (Lotto Dstny) no tomó la salida.[8]
- Kevin Geniets (Groupama-FDJ) no terminó la etapa.